# Seregno FBC
El Seregno FBC es un club de fútbol de Italia, con sede en Seregno, en Lombardía. Fue fundado en 1913 y refundado en varias ocasiones. Compite en la Promozione Lombardia, sexta categoría del fútbol italiano.

## Historia
El 1913 Seregno Calcio, fundada en marzo de 1913 donde en los años 1927-28 conseguiría el ascenso a Segunda División Norte donde ha jugado en total 8 temporadas en diferentes años.
En 2008, el club pasó a llamarse con el nombre actual.
En el verano de 2015 el club, a pesar de haber obtenido una colocación inadecuada, solicitó una repesca en el campeonato Lega Pro 2015-16 tercera división, pero fue rechazado primero por la FIGC y luego por el CONI . Su estancia en la Serie D se prolonga hasta la temporada Serie D (Italia) 2020-21, esta temporada los jugadores del Brianzoli disputan un excelente campeonato, que les lleva a conquistar el Grupo B con un día de antelación, para luego volver a la profesionalidad tras treinta y nueve años de ausencia.

## Palmarés

### Torneos interregionales
- Serie C (1): 1949-50 (Grupo A)
- Serie D (2): 1968-69 (Grupo B), 2020-21 (Grupo B)

### Torneos regionales
- Eccellenza Lombardia (2): 1999-00 (Grupo A), 2009-10 (Grupo A)
- Promozione Lombardia (1): 1955-56 (Grupo B)
- Prima Categoria Lombardia (1): 1966-67 (Grupo B)
- Terza Divisione (1): 1926-27 (Grupo C)
- Copa Italia de Aficionados Lombardia (1): 2009-10